# Manuel Barraza
Manuel Barraza (Buenos Aires, 26 de marzo de 1860 - Ibidem, 29 de noviembre de 1935) fue un marino argentino. Llegó a estar al frente del Estado Mayor General de la Armada Argentina, comandó algunas de sus principales unidades de combate. Prestó servicios como director de la Escuela de Aplicación para Oficiales y de la Escuela Naval Militar.

## Biografía
Nació en la ciudad de Buenos Aires el 26 de marzo de 1860. El 23 de febrero de 1878 ingresó a la Escuela Naval Militar, con asiento en la corbeta Uruguay.
Al cabo de unos meses de instrucción formó parte de la llamada Expedición Py, fuerza naval enviada por el gobierno argentino al río Santa Cruz para poner término a las incursiones de buques de guerra chilenos en la región reclamando derechos soberanos sobre ese territorio.
Luego de su regreso a Buenos Aires, Barraza continuó afectado a la corbeta Uruguay, la cual fue enviada al río Negro para cooperar con las fuerzas del Ejército Argentino en el marco de la denominada Campaña del Desierto.
Una vez concluidos sus estudios egresó con el grado de subteniente y fue trasladado al acorazado Almirante Brown, revistando en la Plana Mayor hasta 1886, fecha en la que fue transferido a la Escuela Naval Militar para desempeñarse como profesor en ese Instituto. Ocupó interinamente la subdirección del establecimiento y acompañó a los cadentes durante tres viajes de instrucción a bordo de la corbeta La Argentina.
Durante 1891 y 1899 se desempeñó como comandante de la cazatorpedera de mar Espora. En ese destino, el 30 de septiembre de 1892 fue promovido al grado de teniente de navío.
Formó parte de la Comisión Naval que en Inglaterra supervisaba la construcción del crucero Patria y tuvo a su cargo la comandancia del buque en su primer viaje hacia Argentina en diciembre de 1894. Retuvo el comando del Patria hasta septiembre de 1896, fecha en que fue promovido a capitán de fragata.
Entre septiembre de 1896 y diciembre de 1898 tuvo a su cargo el acorazado de río Independencia y al año siguiente, mientras comandaba el crucero San Martín, ejerció la jefatura del Estado Mayor de la División Bahía Blanca. En esa nave condujo al presidente argentino Julio Argentino Roca y su comitiva hasta Río de Janeiro en el marco de una invitación realizada por el gobierno de Brasil.
El 23 de julio de aquel año ascendió a capitán de navío. Meses antes había sido nombrado Jefe del Estado Mayor General de Marina, permaneciendo en ese cargo hasta septiembre de 1904.
Posteriormente fue destinado a Gran Bretaña como Agregado Naval, y allí presidió la Comisión que confeccionó el pliego de condiciones para la adquisición de buques, artillería, munición y diversos pertrechos. 
A fines de 1906 regresó al país y en 1907 volvió a comandar el crucero San Martín a la vez que cubría la jefatura del Estado Mayor de la División Instrucción. Al año siguiente tuvo a su cargo la dirección de la Escuela de Aplicación de Oficiales y de enero de 1909 hasta febrero de 1912 desempeñó la jefatura del Arsenal Río de la Plata.
En 1910 fue promovido a contraalmirante y durante los actos celebratorios del Centenario de la Revolución de Mayo fue nombrado Edecán Naval de la Infanta Isabel de Borbón.
El febrero de 1912 ocupó la dirección de la Escuela Naval Militar y dos meses después quedó adscrito al Ministerio de Marina. Permaneció en esa situación de revista hasta abril de 1915 en que pasó a comandar la División Instrucción, izando su insignia en el acorazado Rivadavia. En noviembre de ese año dejó ese cargo volviendo a ser adscrito al Ministerio, hasta que en 1918 pasó a situación de retiro.
Falleció en la ciudad de Buenos Aires el 29 de noviembre de 1935. Por la intervención en la llamada Expedición Py y la exploración en el Río Negro fue declarado "Expedicionario del Desierto".